# 横地村
横地村（よこちむら）は静岡県の西部、城東郡・小笠郡に属していた村である。
現在の菊川市中部、東名高速道路菊川インターチェンジの南方、菊川中流左岸域にあたる。

## 地理
- 河川：菊川

## 歴史
- 1889年（明治22年）4月1日 - 町村制の施行により、東横地村、奈良野村、西横地村、土橋村、三沢村が合併して城東郡横地村が発足。
- 1896年（明治29年）4月1日 - 郡制の施行により所属郡が小笠郡に変更。
- 1954年（昭和29年）1月1日 - 堀之内町・内田村・六郷村・加茂村と合併して菊川町が発足。同日、横地村廃止。

## 交通

### 鉄道路線
- 堀之内軌道（1899年 - 1935年）
  - 堀之内軌道線
    - 西横地駅 - 土橋駅 - 奈良野駅